# Chicago Board of Trade
Il Chicago Board of Trade (CBOT), fondato nel 1848 durante la presidenza di James Knox Polk, è il più antico luogo di scambio di futures e di opzioni al mondo. Più di 50 differenti opzioni e futures vengono trattate da ben 3600 membri della compagnia. Il volume di scambio nel 2003 è di 454 milioni. Il 12 luglio 2007, il CBOT ebbe una fusione con il CME parte del gruppo CME holding company.